# Clifford Mulenga
Clifford Mulenga, né le 5 août 1987 à Kabompo (Zambie), est un footballeur international zambien évoluant au poste d'attaquant.

## Biographie

### En club
- 2004 : Chiparamba Great Eagles
- 2004-06 : Pretoria University
- 2005-06 : Örgryte IS
- 2007-08 : Pretoria University
- 2008-2009 : Maccabi Petah-Tikvah
- 2009 : Benoni Premier United Football Club
- 2009-2010 : Mpumalanga Black Aces
- 2011- : Bloemfontein Celtic Football Club

### En sélection nationale
Avec l'équipe de Zambie, il participe à plusieurs Coupes d'Afrique des nations. Pour ses deux premières participations en 2006 et 2008, il ne dépasse pas le premier tour. Il atteint les quarts de finale en 2010 et fait partie de l'équipe victorieuse en 2012. Lors de cette édition, il est exclu du groupe « pour raisons disciplinaires », selon le directeur de communication de la fédération zambienne,.

### Distinction personnelle
- Meilleur joueur de la Coupe d'Afrique des nations junior 2007

Avec l’Équipe de Zambie des moins de 20 ans de football